# Сильверберг, Якоб
Якоб Сильверберг (швед. Jakob Silfverberg; род. 13 октября 1990 года) — профессиональный шведский хоккеист, нападающий. Воспитанник клуба «Брюнес». Выступает за команду НХЛ «Анахайм Дакс».

## Игровая карьера

### Клубная карьера
27 июня 2009 года Сильверберг был задрафтован клубом НХЛ «Оттава Сенаторз» на Драфте НХЛ 2009 во втором раунде, под общим 39-м номером. 30 мая 2011 «Сенаторы» подписали с Якобом трехлетний контракт новичка, но на сезон 2011/12 он решил остаться в Швеции и провести ещё один сезон в родном «Брюнесе».
Этот сезон вышел для Сильверберга очень удачным. Он выиграл Золотой Шлем, награду, вручаемую самому ценному игроку по мнению самих хоккеистов Элитсерии, а также Золотую Шайбу, как игрока года в Швеции. Якоб  забросил 24 шайбы и набрал 54 очка в 49 играх регулярного чемпионата, заняв второе место в споре бомбардиров лиги. Его успешный сезон продолжился и в плей-офф. Швед набрал 20 очков, 13 из которых были голами. Это стало новым рекордом Элитсерии. Ранее, игроком, забросившим наибольшее количество шайб в плей-офф, был Даниэль Альфредссон с 12 голами. Его игра помогла «Брюнесу» выиграть Элитсерию, а Силверберг был назван MVP игр на вылет. Примечательно, что вторую половину сезона Якоб играл в свитере с номером 100 в честь столетнего юбилея клуба.
По окончании сезона в Швеции, игрок присоединился к «Оттаве Сенаторз» в плей-офф Кубка Стэнли. Якоб дебютировал в НХЛ 23 апреля в шестой игре первого раунда против «Нью-Йорк Рейнджерс», проведя на площадке 9 минут игрового времени.
Во второй игре «Сенаторов» после локаута Силфверберг забросил свою первую шайбу в НХЛ, переиграв Жозе Теодора .
В июле 2013 года обменян в «Анахайм Дакс». 7 августа 2015 года продлил контракт с «Дакс» сроком на четыре года с годовой зарплатой 3, 75 млн долларов в год. 15 марта 2016 года в матче с «Нью-Джерси Девилз» оформил первый хет-трик в карьере; матч закончился победой «Дакс» со счётом 7:1.
20 февраля 2019 года подписал с «Дакс» контракт сроком на пять лет на сумму 26,25 млн долларов.

### Международная карьера

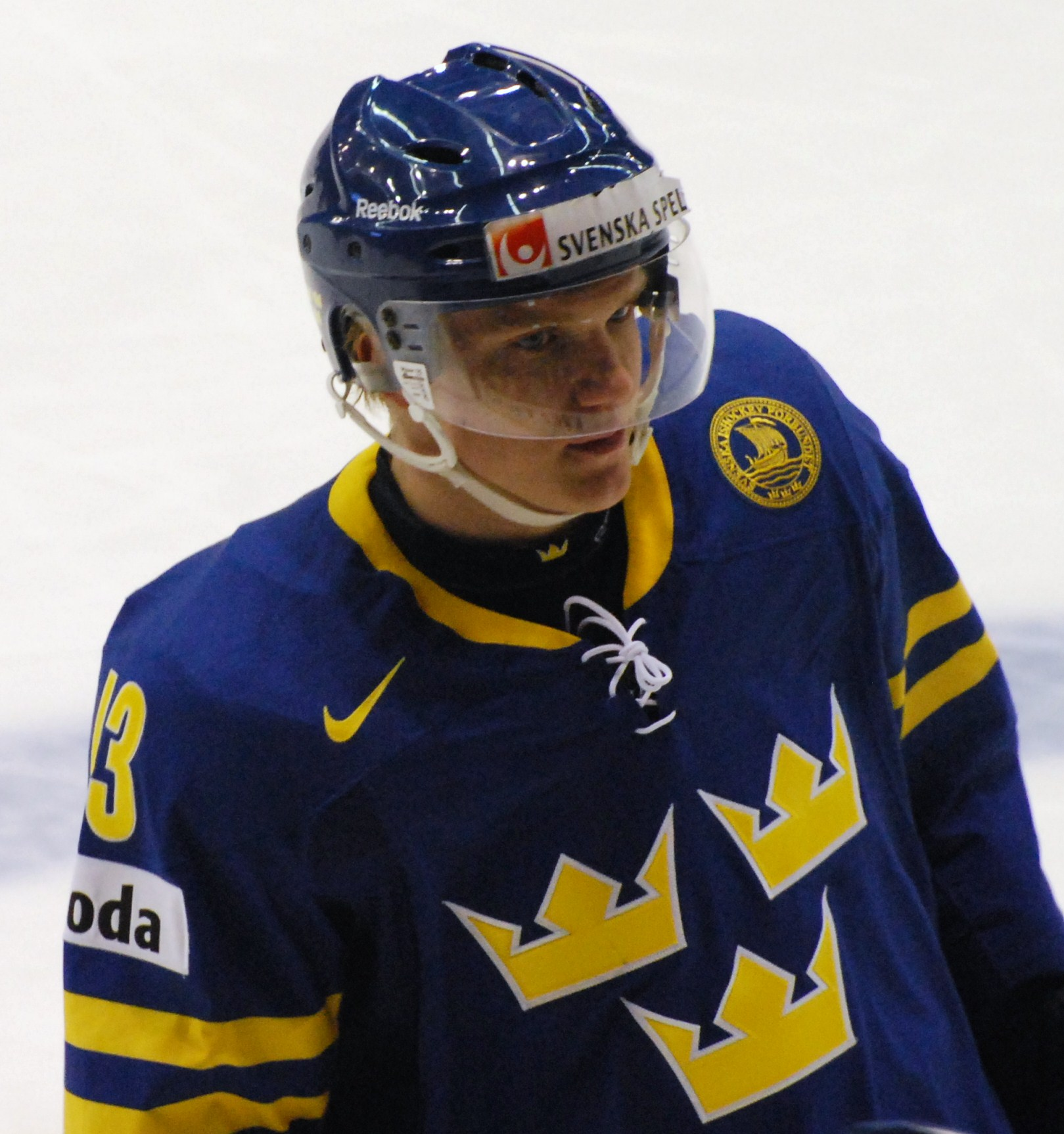
Якоб Силверберг в составе молодёжной сборной Швеции на молодёжном чемпионате мира 2010

В составе юниорской сборной Швеции победитель Мемориала Глинки 2007 года, участник ЮЧМ-2008.
В 2010 году играл за сборную на Молодёжном чемпионате мира, где шведы завоевали бронзу.
Играл на Чемпионатах мира в 2011 и 2012 годах. На первом он заработал серебряную медаль, но очков не набрал. На втором же наоборот, Якоб забросил две шайбы, но его команда осталась без медалей.
Серебряный призёр Олимпийских игр 2014.

## Личная жизнь
Отец Якоба Ян-Эрик тоже играл в хоккей. Он был защитником «Брюнеса» 11 сезонов, выиграв 4 чемпионата Швеции. Также выигрывал серебряные медали ЧМ-1977. Дядя Якоба Конни был чемпионом Швеции в 1980-м и лучшим бомбардиром в сезоне 1984-85.

## Статистика
| Легенда | Легенда                    | Легенда | Легенда                   | Легенда | Легенда    |
| ------- | -------------------------- | ------- | ------------------------- | ------- | ---------- |
| И       | Количество проведённых игр | Штр     | Штрафное время            | +/−     | Плюс-минус |
| Г       | Голы                       | П       | Голевые передачи          | О       | Очки       |
| -       | Статистика неизвестна      | —       | Статистика не учитывалась |         |            |